# Partido judicial de Burgos
El partido judicial de Burgos es una comarca de la provincia de Burgos en Castilla y León (España). Se sitúa en el centro de la provincia.

## Historia
Uno de los catorce partidos que formaban la Intendencia de Burgos, durante el periodo comprendido entre 1785 y 1833, en el Censo de Floridablanca de 1787

### Pueblos solos
Comprendía la ciudad de Burgos con sus 4 barrios, 12 villas, 6 lugares, 4 granjas, 2 cotos redondos y 3 ventas, que pertenecen a los municipios burgaleses de Albillos, Arcos, Burgos (6), Los Altos, Sargentes de la Lora, Tardajos, Valle de Sedano, Villariezo

### Villas
- Albillos, de señorío.
- Arcos, de abadengo.
- Tardajos, de realengo.
- Villaescusa del Butrón, de realengo.

### Lugares
- Lorilla, de abadengo.
- Orbaneja del Castillo, de realengo.
- Villariezo, de señorío.
- Villayuda, de señorío.

### Granjas
- la Casa y Monte de Cepo, de abadengo.
- Cendrera, de abadengo, junto a Sotopalacios.
- San Martín del Río, abadengo.
- Santa María de Riocabia, de abadengo.

### Barrios
- Cortes, de realengo, de Burgos.
- Villagonzalo-Arenas, de realengo, de Burgos.
- Villatoro, de realengo, de Burgos.
- Villímar, de realengo, de Burgos.

### Cotos Redondos
- El Compás de las Huelgas, de abadengo.
- El Hospital del Rey, de abadengo.

### Ventas
- Los Pontones, de Celada del Camino.
- El Pozo, de Los Balbases.
- Quintanajuar, de Río Ubierna.

## Otras jurisdicciones, valles y cuadrillas
También formaban parte:
- Alfoz y Jurisdicción de Burgos, con 36 lugares.
- Jurisdicción de Ubierna, con la villa de Sotopalacios, 27 lugares y 1 barrio.
- Jurisdicción de Saldañuela, con sus 4 lugares.
- Valle de San Vicente, con 8 villas.
- Valle de Sedano, con la villa de Sedano, 26 lugares y 1 barrio.

## Demografía
En el año 2006 contaba, el apartado de pueblos solos, con  174.469 habitantes, correspondiendo todos a la actual provincia de Burgos, conforme al siguiente detalle: Albillos (211), Arcos (596), Burgos (104.811), Los Altos (4), Sargentes de la Lora (7), Tardajos (761), Valle de Sedano (53) y Villariezo (418)
La localidad más poblada era la ciudad de Burgos con 169.269 habitantes, descontando Gamonal, quedarían 101.661.
| # | Subdivisión                    | Burgos  |
| - | ------------------------------ | ------- |
| 1 | Pueblos solos                  | 106.861 |
| 2 | Alfoz y Jurisdicción de Burgos | 75.657  |
| 3 | Jurisdicción de Ubierna        | 2.148   |
| 4 | Jurisdicción de Saldañuela     | 595     |
| 5 | Valle de San Vicente           | 3.328   |
| 6 | Valle de Sedano                | 710     |
|   | Partido de Burgos              | 189.299 |

## Partido judicial
El partido judicial de Burgos, se crea originariamente en el año 1834, estando formado por 161 pueblos  y 151 municipios, con una población de 36.631 habitantes. 
Todos los pueblos forman un municipio, excepto 10, los pueblos que quedan sin constituir su propio ayuntamiento, pero propiamente no hay tal: dos de ellos Huelgas y Hospital del Rey eran cotos jurisdiccionales abadengos, otros cuatro: Cortes, Villagonzalo-Arenas, Villatoro y Villímar eran los cuatro barrios históricos de la ciudad y como tales continuaron; dos más Rahedo y Pelilla se convierten en sendos despoblados en los términos de Tobes y de Quintanilla-Somuñó; el noveno barrio de Temiño de Bureba, se fundió con el colindante barrio de Temiño dada lam unidad real y la ficticia separaciónjurisdiccional; el décimo y último San Martín de Ubierna siempre ha sido un barrio de Ubierna y como tal continúa.
La relación completa figura en el Anexo: Partido de Burgos 1843

## Paulatina reducción del número de municipios
Antes de 1858 quedan suprimidos 45 municipios, quedando 106 ayuntamientos con 63.856 habitantes, correspondiendo 26.086 a la cabecera: 
| #  | Ayuntamiento                | habitantes | Se agrega a                 | Actual municipio        |
| -- | --------------------------- | ---------- | --------------------------- | ----------------------- |
| 1  | Arenillas de Muñó           | 96         | Mazuelo                     | Estépar                 |
| 2  | Arroyo de Muñó              | 133        | Villavieja                  | Estépar                 |
| 3  | Basconcillos de Muñó        | 26         | Villangómez                 |                         |
| 4  | Brieva de Juarros           | 89         | San Adrián de Juarros       | Arlanzón                |
| 5  | Castañares                  | 142        | Villayuda y Castañares      | Burgos                  |
| 6  | Castrillo de Rucios         | 86         | Gredilla la Polera          | Merindad de Río Ubierna |
| 7  | Celada de la Torre          | 182        | Rioseras                    | Valle de las Navas      |
| 8  | Cobos                       | 135        | La Molina de Ubierna        | Merindad de Río Ubierna |
| 9  | Cojóbar                     | 56         | Modúbar de la Emparedada    |                         |
| 10 | Cótar                       | 110        | Villafría de Burgos         | Burgos                  |
| 11 | Cubillo del César           | 108        | Los Ausines                 |                         |
| 12 | Cuzcurrita de Juarros       | 90         | Cueva de Juarros            |                         |
| 13 | Espinosa de Juarros         | 52         | Cueva de Juarros            | Ibeas de Juarros        |
| 14 | Espinosa de San Bartolomé   | 60         | Las Hormazas                |                         |
| 15 | Herramel                    | 102        | Villorobe                   | Villasur de Herreros    |
| 16 | Hiniestra                   | 80         | Barrios de Colina           |                         |
| 17 | Humienta                    | 122        | Revillarruz                 |                         |
| 18 | Mata                        | 73         | Gredilla la Polera          | Merindad de Río Ubierna |
| 19 | Melgosa de Burgos           | 112        | Tobes y Rahedo              | Valle de las Navas      |
| 20 | Miñón                       | 111        | Santibáñez-Zarzaguda        | Valle de Santibáñez     |
| 21 | Modúbar de la Cuesta        | 112        | Carcedo de Burgos           |                         |
| 22 | Modúbar de San Cibrián      | 176        | Cueva de Juarros            | Ibeas de Juarros        |
| 23 | Mozoncillo de Juarros       | 194        | Salgüero de Juarros         | Ibeas de Juarros        |
| 24 | Olmos Albos                 | 44         | Revillarruz                 |                         |
| 25 | Olmos de Atapuerca          | 206        | Atapuerca                   |                         |
| 26 | Pedrosa de Muñó             | 128        | Mazuelo                     | Estépar                 |
| 27 | Peñahorada                  | 133        | La Molina de Ubierna        |                         |
| 28 | Quintanilla de las Carretas | 116        | San Mamés de Burgos         |                         |
| 29 | Quintanilla Ríopico         | 134        | Orbaneja Ríopico            |                         |
| 30 | Robredo Sobresierra         | 62         | Gredilla la Polera          |                         |
| 31 | Ruyales del Páramo          | 83         | Quintanilla-Pedro Abarca    |                         |
| 32 | San Juan de Ortega          | 88         | Barrios de Colina           |                         |
| 33 | San Medel                   | 191        | Cardeñajimeno               |                         |
| 34 | San Millán de Juarros       | 255        | Ibeas de Juarros            |                         |
| 35 | San Pantaleón del Páramo    | 67         | Quintanilla-Pedro Abarca    |                         |
| 36 | Temiño                      | 184        | Robredo-Temiño              | Valle de las Navas      |
| 37 | Uzquiza                     | 185        | Villorobe                   |                         |
| 38 | Villacienzo                 | 145        | Renuncio                    |                         |
| 39 | Villalbal                   | 117        | Cardeñuela-Riopico          |                         |
| 40 | Villalonquéjar              | 185        | Burgos                      |                         |
| 41 | Villabilla Sobresierra      | 67         | Gredilla la Polera          |                         |
| 42 | Villamiel de Muñó           | 157        | Cayuela                     |                         |
| 43 | Villamórico                 | 100        | Santovenia                  |                         |
| 44 | Villanueva Matamala         | 96         | Arcos                       |                         |
| 45 | Vivar del Cid               | 173        | Quintanilla y Vivar del Cid |                         |

El ayuntamiento de Basconcillos de Muñó queda agregado al municipio de Villangómez en el partido de Lerma.

## SigloXXI
Cuenta con 108 municipios cuya relación completa figura en el Anexo:Partido de Burgos, repartidos entre cinco comarcas conforme al siguiente detalle : Alfoz de Burgos con 51, Odra-Pisuerga con 45, Páramos con 7, Arlanza con 4 y Demanda con 1.

## Jurisdicción
OM. Órdenes Militares; R, Realengo; S, Señorío; SE, Señorío Eclesiástico (Abadengo); SS, Señorío Secular.